# Philippe Delaye
Philippe Delaye (ur. 26 czerwca 1975 w Montbrison) – francuski piłkarz występujący na pozycji pomocnika. 

## Kariera
Delaye zawodową karierę rozpoczynał w sezonie 1992/1993 w pierwszoligowym klubie Montpellier HSC. We francuskiej ekstraklasie zadebiutował 29 maja 1993 w zremisowanym 1:1 meczu z FC Sochaux-Montbéliard. W 1994 roku dotarł z klubem do finału Pucharu Francji, jednak Montpellier przegrało tam 0:3 z AJ Auxerre. 17 lutego 1996 w wygranym 3:0 spotkaniu z Girondins Bordeaux Delaye strzelił pierwszego gola w trakcie gry w ekstraklasie. W 2000 roku po spadku Montpellier do drugiej lidze, Delaye opuścił drużynę.
Latem 2000 roku został graczem pierwszoligowego Stade Rennais. Pierwszy ligowy mecz zaliczył tam 29 lipca 2000 przeciwko Olympique Lyon (2:2). W Stade Rennais spędził trzy sezony. W styczniu 2004 roku odszedł do SC Bastii, również grającej w Ligue 1. W czerwcu 2004, po wygaśnięciu kontraktu, Delate odszedł z klubu.
W styczniu 2005 roku podpisał kontrakt z pierwszoligowym FC Istres. W tym samym roku spadł z nim do Ligue 2. Wówczas odszedł do innego drugoligowego zespołu – Montpellier HSC. W 2009 roku awansował z nim do Ligue 1, a w 2010 zakończył karierę.
W Ligue 1 rozegrał 232 spotkania i zdobył 32 bramki.